# Seaton Valley
Seaton Valley è una parrocchia civile dell'Inghilterra, appartenente alla contea del Northumberland.